# Gubernáculo
Gubernáculo é um palavra que significa “parte ou estrutura que serve de guia”.  No ser humano, é um cordão fibroso que liga os testículos fetais ao fundo do escroto e governa a descida dos testículos..
O gubernáculo (gubernaculum testis) é uma estrutura mesenquimal (cordão fibromuscular) que assume inicialmente um formato de prega ou fita, estendendo-se desde o testículo junto ao mesonefro (en:mesonephros), atravessando os anéis inguinais em formação e indo até a região inguinal. O alongamento da porção do gubernáculo distal ao anel inguinal profundo exerce tração na porção abdominal do mesmo e assim traz consigo o testículo gradualmente para baixo. O próprio alongamento do gubernáculo distal dilata o anel inguinal, favorecendo a migração testicular auxiliada também por aumento periódico da pressão intra-abdominal. Finalmente, a regressão do gubernáculo permite a formação do processo vaginal, completando o processo de descenso testicular. Então, o testículo, inicialmente caudal ao rim, migra através do abdome, passa através do canal inguinal e move-se subcutaneamente até o escroto. Caso isso não ocorra, tem-se uma anomalia denominada criptorquidia.. 